# Burg Wernfels
Die Burg Wernfels ist eine Höhenburg über dem Spalter Gemeindeteil Wernfels im mittelfränkischen Landkreis Roth.
Sie ist unter dem Aktenzeichen D-5-6831-0034 als Bodendenkmal und unter dem Aktenzeichen D-5-76-147-295 als Baudenkmal in die bayerische Denkmalliste eingetragen.

## Geographische Lage
Sie steht in Alleinlage im waldreichen Rangau hoch über dem Rezattal in Sichtweite der Burg Abenberg.

## Geschichte
Die Burg hat ihren ältesten Teil im großen Wohngebäude, das anhand der frühgotischen Bauformen sowie eines auf nach 1260 (wohl um 1270/80) dendrodatierten Holzständers im Keller auf die zweite Hälfte des 13. Jahrhunderts datiert werden kann. Dies entspricht recht gut der ersten – indirekten – Erwähnung der Burg 1283, als Albert II. „dictus Rindesmul de Werdenfels“ in einer Urkunde genannt wird. Die Burg gehörte demnach den Reichsministerialen Rindsmaul, welche wohl auch den Bau errichteten. Die in der älteren Literatur behauptete enge Verbindung von Wernfels zu den Burggrafen von Nürnberg ist so nicht nachweisbar, auch wenn diese mit ihrer nahen Burg Abenberg Einfluss in der Region hatten. 1284 verkaufte „Albertus dictus Rindesmul senior de Werdenvels imperialis aule ministerialis“ die Burg Wernfels dem Eichstätter Fürstbischof Reinboto von Meilenhart. Die Fürstbischöfe bauten die nunmehrige Amtsburg im 14.–15. Jahrhundert weiter aus, insbesondere umgaben sie den älteren Kernbau mit einer Ringmauer samt Torturm. Im Jahre 1600 ließ Bischof Johann Konrad von Gemmingen das Hauptgebäude im Inneren umbauen; die Holzdecken und Fenstergewände stammen weitestgehend aus dieser Zeit. Dieser Umbau ist durch zwei Inschriften überliefert, doch findet die Vermutung, es habe ein Blitzschlag die Burg vorher zerstört, keinen Beleg in den Quellen. Vielmehr dürfte es sich um eine gründliche Renovierung gehandelt haben. Weitere kleine Ausbauten folgen im 18. Jahrhundert. 1803 wurde das Hochstift Eichstätt säkularisiert und als die Burg, als diese bereits zu verfallen drohte, an Private verkauft. 1882 erwarb Louis Braun, „ein königlicher Professor und Schlachtenmaler aus München“, die Burg und rettete sie damit vor dem Verfall. Nach seinem Tod wurde die Burg 1918 von seiner Witwe für 60.000 Mark an Frau Valeska Schonath verkauft, die wiederum die Burg sieben Jahre später an den Bay. Evangelischen Jungmännerbund weiter veräußerte. Bis 1933 betrieb der christliche Jungmännerbund die Burg, ehe die Nationalsozialisten am 19. Dezember 1933 die Evangelische Jugend in die Hitlerjugend zwangsweise eingliederte. Spätestens ab Frühjahr 1941 wurde die Burg von der Volksdeutschen Meldestelle genutzt, um dort sog. volksdeutsche Rückkehrer aus der Ukraine, Wolhynien, Bessarabien, Estland und Jugoslawien unterzubringen. Mit dem Ende des Krieges fiel die Burg wieder zurück an den ehem. Eigentümer, der nach einer Sanierung der Burg die Anlage wieder für Jugendfreizeiten nutzen konnte. 1965 wurde die Burg renoviert und modernisiert und 1972 das Dach neu eingedeckt.

## Beschreibung
Die Burg liegt westlich über dem Tal der Rezat auf einer nach Osten gerichteten Bergzunge. Der vorgelagerte Halsgraben ist aufgefüllt und zu einem Parkplatz umgestaltet worden. Die Vorburg ist heute nur noch in ihrer ungefähren Gestalt erkennbar, das einzige noch existierende Gebäude ist das Torhaus. Dort ist im gotischen Unterteil noch die Fallgitterführung erhalten, das Fachwerkobergeschoss stammt aus dem 18. Jahrhundert. Über den Halsgraben zwischen Vor- und Hauptburg führt eine steinerne Brücke, die an einem Torhaus endet.
Das zweiflügelige Hauptgebäude der Hauptburg ist dreigeschossig aus Buckelquadern errichtet worden. Einem rechteckigen Hauptgebäude ist im Nordwesten ein Nebenflügel angefügt. Ursprünglich ergänzte eine Hofmauer das Ensemble zu einem Rechteck. Im ersten Geschoss der Nordfassade sind einige Arkadenfenster zu erkennen, sie markieren den Ort des ursprünglichen Saales.
Die Ringmauer um die Hauptburg umschließt ein Areal von ca. 45 × 50 m Ausdehnung. Sie ist mit Ausnahme des Bereichs am Tor auf Brüstungshöhe abgetragen. Außen wird sie durch Strebepfeiler und Stützmauern verstärkt. Auf der Nordseite liegt das Kapellengebäude, das unter barockem Äußeren einen mittelalterlichen Kern besitzt. Die Kapelle dürfte aber ursprünglich im schmalen Westflügel des Hauptgebäudes gelegen haben. Im Südwesten des Areals steht noch ein zweigeschossiges, zum Teil aus Fachwerk errichtetes Nebengebäude des Barock. Um 1800 werden als Wirtschaftsgebäude auf der Hauptburg neben dem Brunnen ein Kuhstall, ein Schuppen, ein Pferdestall, eine Wagenremise, ein Waschhaus und ein Hennenhaus genannt.
1657 wurde in einer Schriftquelle eine Quellwasserzuleitung erwähnt; wann sie gebaut wurde, ist unbekannt.

## Heutige Nutzung
Die Jugendburg gehört seit 1925 dem CVJM-Landesverband Bayern. Sie ist die bestbelegte Jugendherberge im Deutschen Jugendherbergswerk und bietet 220 Übernachtungsplätze an. Regelmäßig finden dort Burgkonzerte, Burgfeste und CVJM-Gottesdienste statt. Das Ambiente wurde in den vergangenen Jahren immer wieder erweitert und renoviert. Seit 2001 gibt es einen großen Festsaal, der Veranstaltungen und Feierlichkeiten ermöglicht. 2004 wurde ein Aufzug eingebaut, der einen barrierefreien Zugang ermöglicht. Ebenfalls seit 2004 verfügt die Burg über ein beheiztes Freibad, das im Sommer nutzbar ist.